# Pfarrkirche Axams

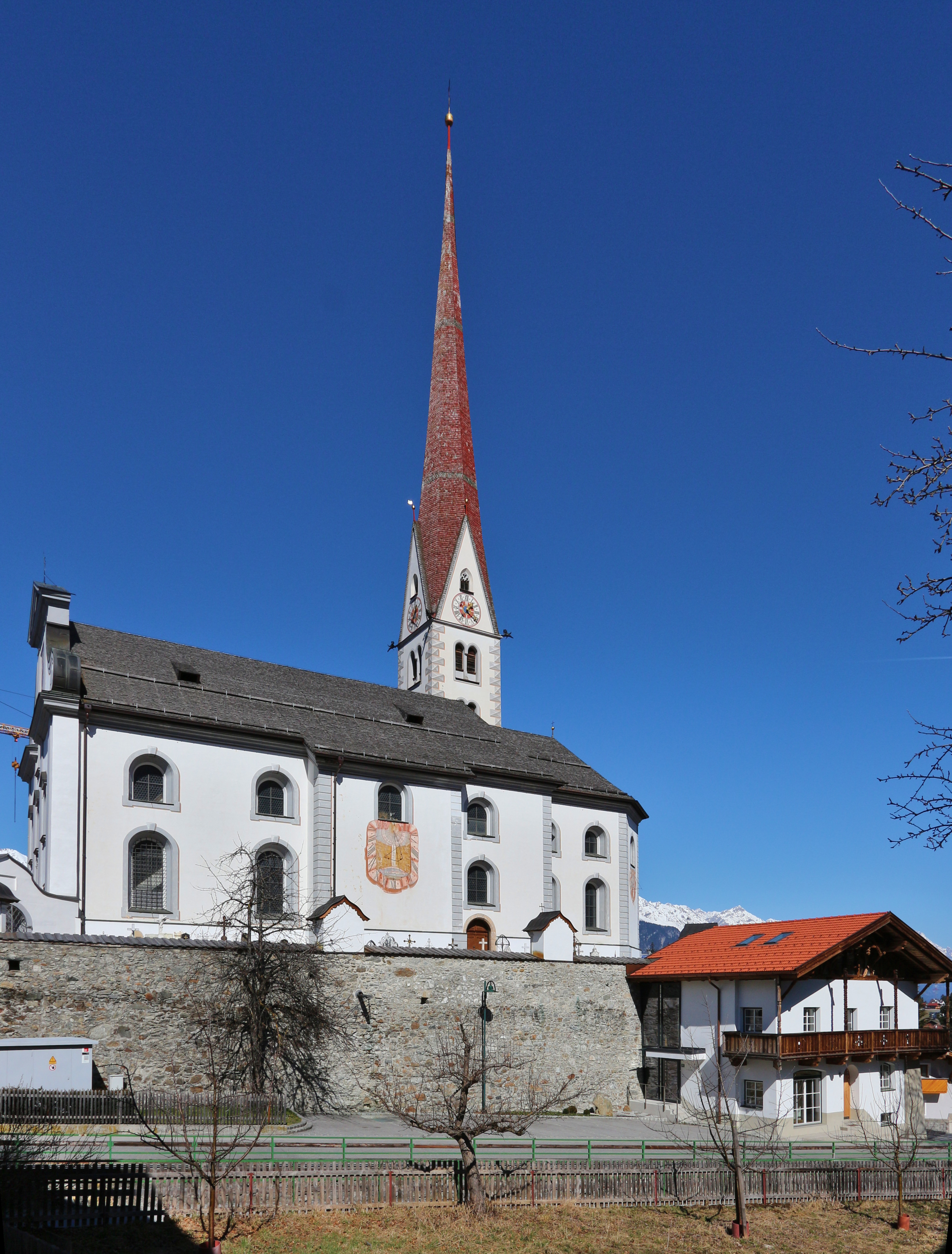
Ansicht von Süden

Die römisch-katholische Pfarrkirche Axams steht erhöht in der Mitte des Ortes in der Gemeinde Axams im Bezirk Innsbruck-Land in Tirol. Die Pfarrkirche hl. Johannes der Täufer gehört zum Dekanat Axams in der Diözese Innsbruck. Die Kirche steht unter Denkmalschutz.

## Geschichte
Das Bestehen einer Pfarre wird seit der karolingischen Zeit angenommen; bis in das frühe 20. Jahrhundert rechnete sie zum Bistum Brixen. Urkundlich wurde um 960 eine Kirche, 1214 ein Pfarrer genannt. 1498 wurde eine spätgotische Kirche geweiht. Von dieser ist der Turm von 1512 erhalten, das Schiff wurde von 1732 bis 1734 nach Plänen von Mathias Umhauser im barocken Stil neu errichtet und von 1871 bis 1879 innen im Nazarenerstil umgestaltet.

## Architektur

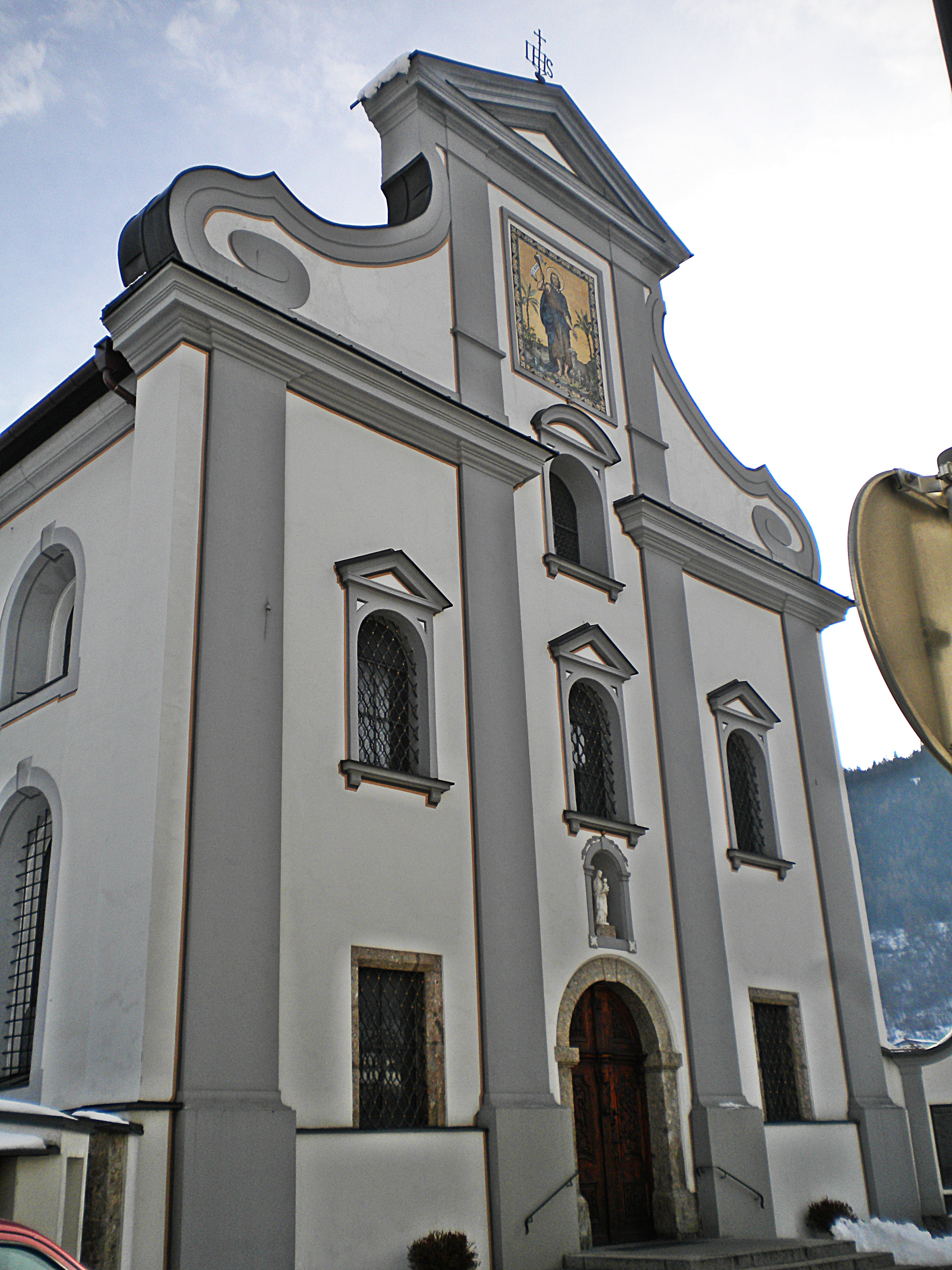
Westfassade

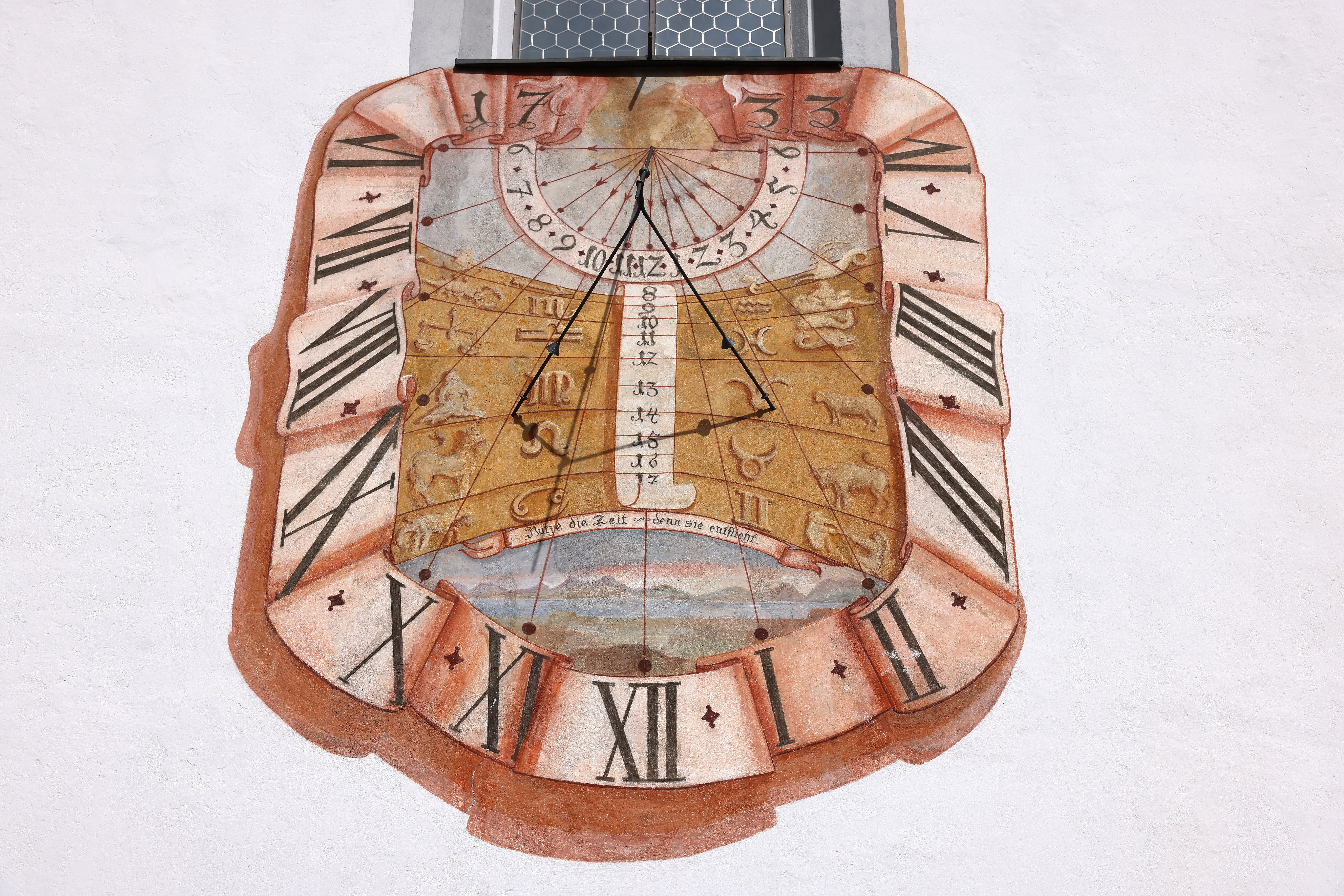
Sonnenuhr auf der Südseite

Die Kirche ist ein Barockbau mit einem 74 m hohen gotischen Turm. An das Langhaus mit kurzen Querarmen schließt ein eingezogener polygonaler schließender Chor an. Der mächtige Nordturm hat zwei Glockengeschoße mit Zwillingsfenstern, spitz- und rundbogig, sowie Maßwerkfenster in den Spitzgiebeln und trägt einen Spitzhelm. Im Nordosten ist eine zweigeschoßige Sakristei angebaut. Die Westfront ist dreiachsig mit Riesenpilastern gegliedert und trägt oben einen Volutengiebel mit abgesetztem Abschluss und zeigt Rundbogen- und Rechteckfenster. Die drei rundbogigen Portale im Westen, Norden und Süden haben ein Steingewände. Die Fassade zeigt ein Mosaik Johannes des Täufers um 1900 und zwei Sonnenuhrfresken an der Südseite von 1733 und an der südlichen Chorschräge.
Das vierjochige Langhaus wirkt als weiter Innenraum wo beidseits im dritten Joch mit flachbogigen Altarkonchen die Raumwirkung erweitert wurde. Der zweijochige Chor schließt mit einem Dreiachtelschluss. Das Kircheninnere hat Stichkappentonnengewölbe auf einem umlaufenden verkröpften Gebälk. Der Triumphbogen, die Fenster und die Oberlichtfenster, sind rundbogig. Die zweigeschoßige Westempore steht auf Säulen. Der üppige Stuckdekor mit Akanthus, Rosengitter, Blumenkörbe, Füllhörner, Apostelkreuze mit Akanthus- und Volutenstuck um 1733 im Langhaus wird dem Stuckateur Anton Gigl zugeschrieben. Die Gewölbemalereien Taufe Christi, Predigt Johannes des Täufers und Enthauptung Johannes des Täufers wurden 1841 von Josef Arnold dem Älteren gemalt.

## Ausstattung

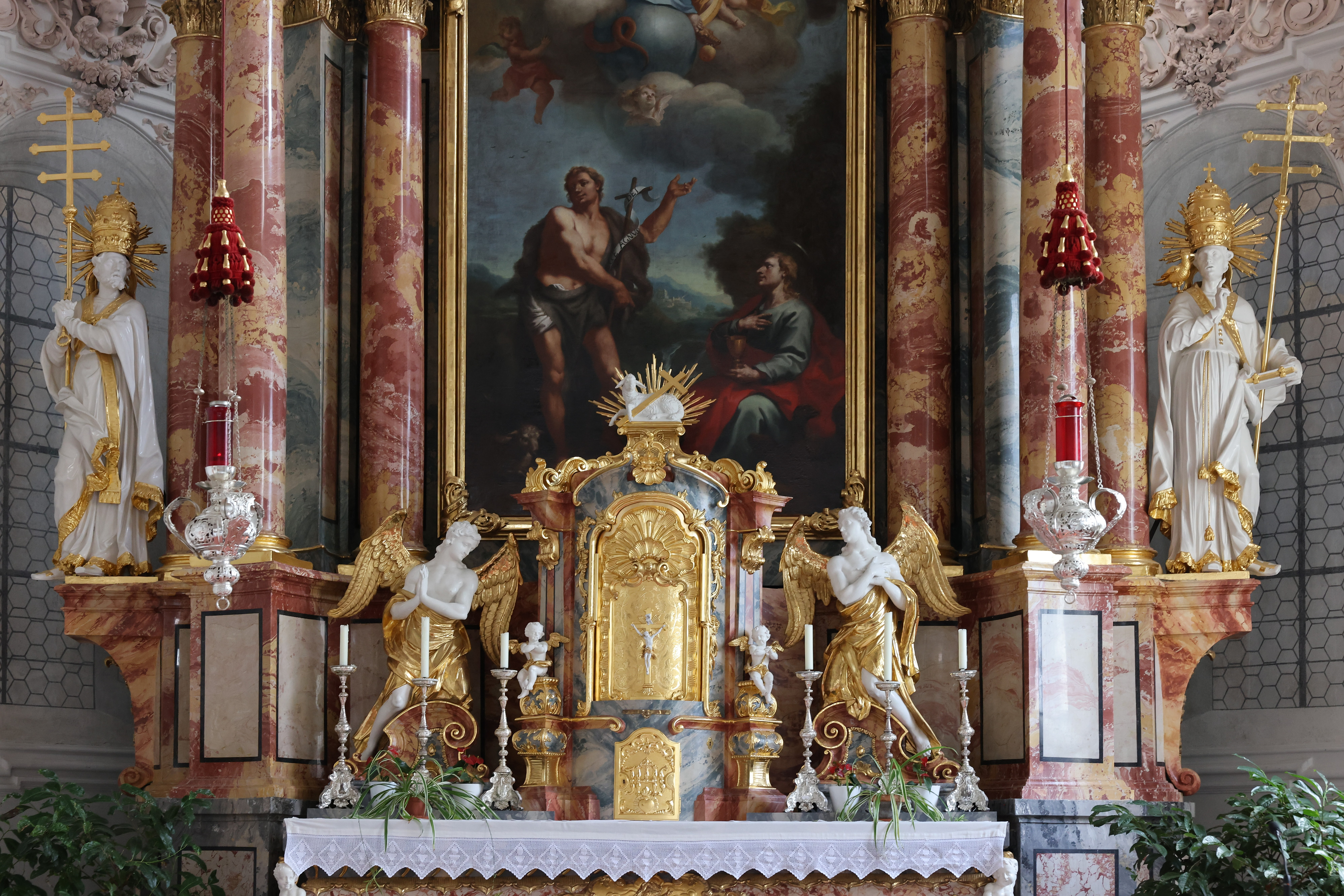
Altar

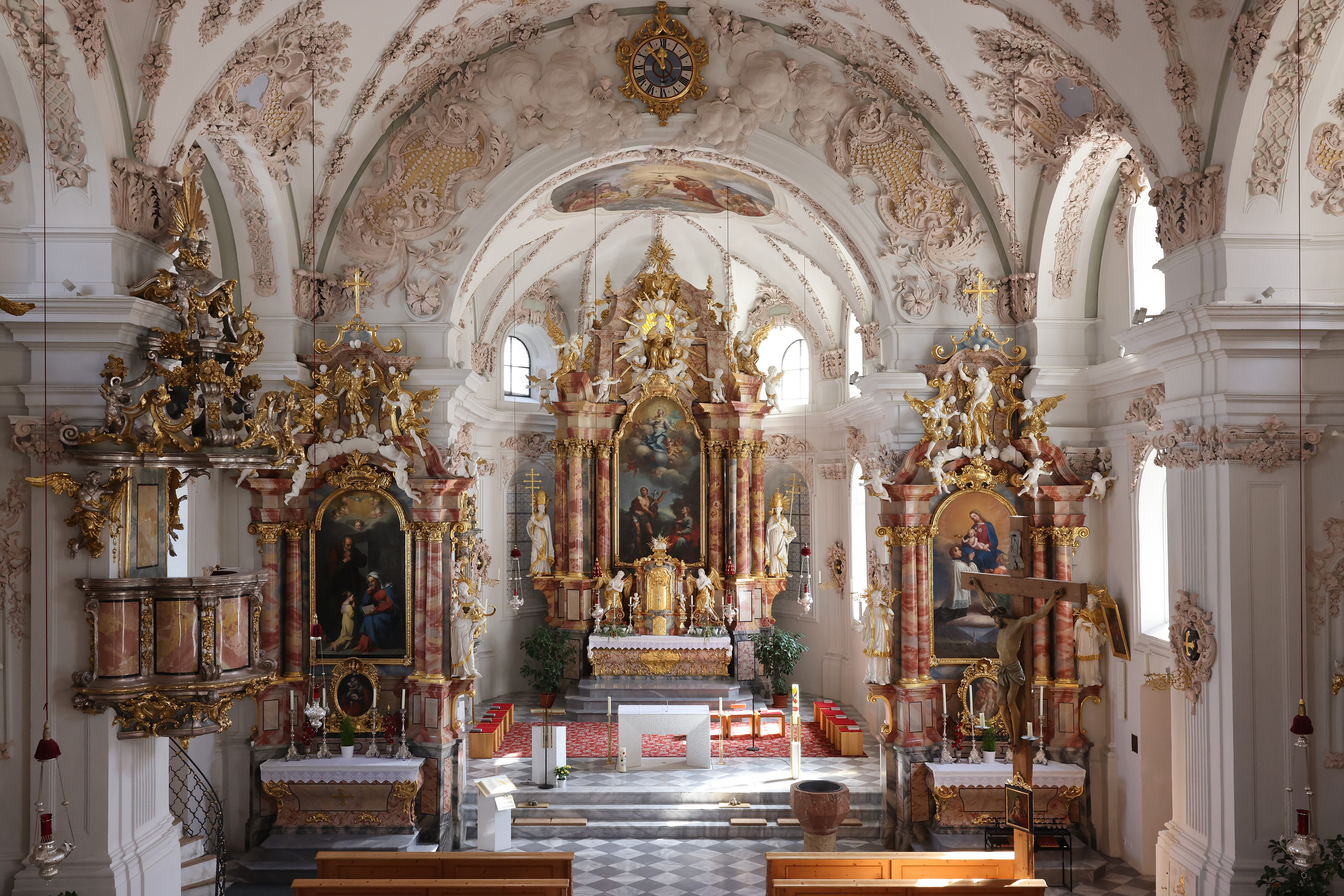
Innenansicht

Der reich barock gestalteten Altäre aus Holz mit Stucco lustro wurden um 1730/40 von Andrä Gratl geschaffen, die weiß gefassten Heiligenfiguren von Nikolaus Moll und Gregor Fritz. Der Hochaltar zeigt das Altarbild Maria Immaculata mit Johannes dem Täufer und Johannes Evangelist, gemalt von Johann Georg Grassmayr (1735).

## Orgel

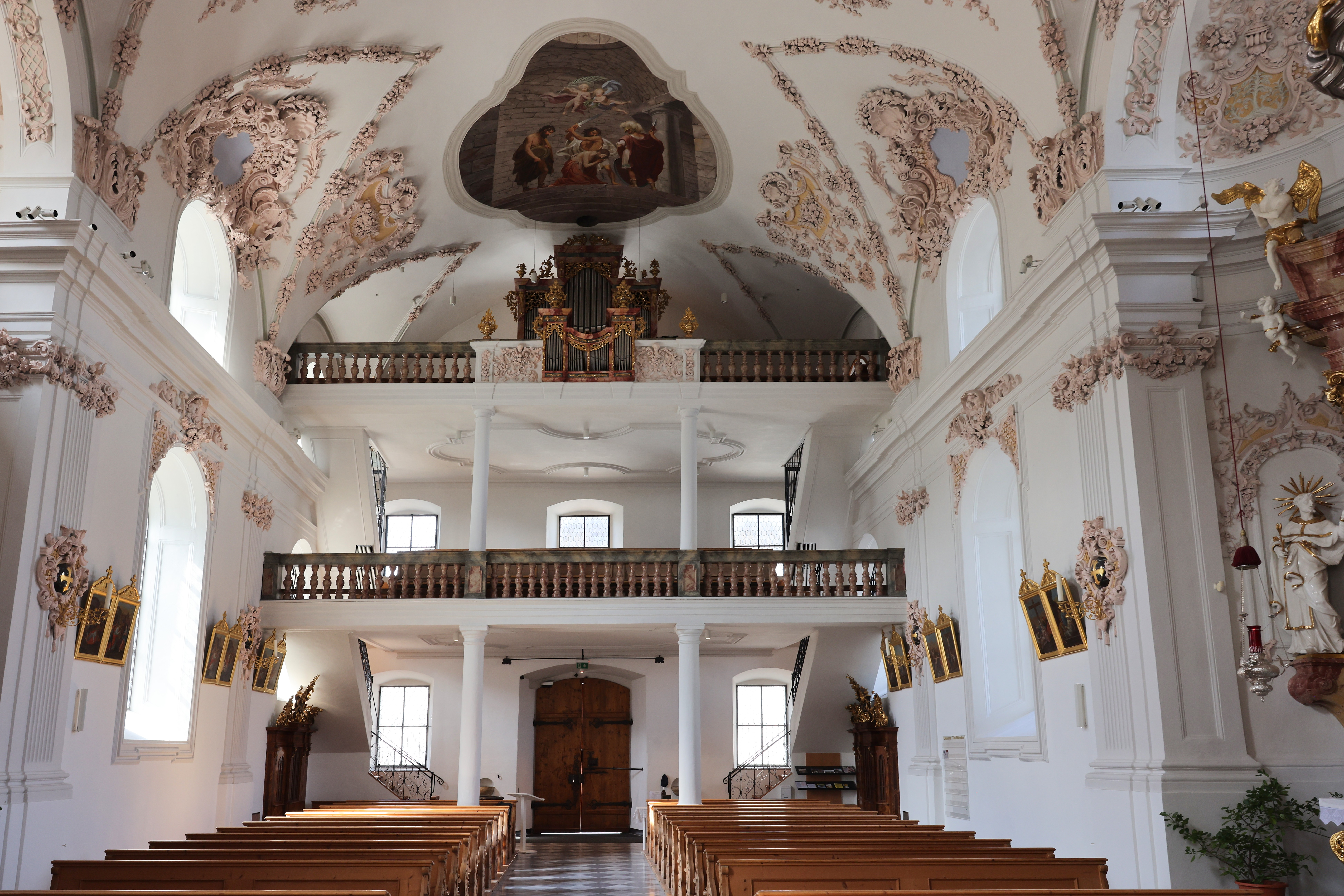
Innenansicht (Empore und Orgel)

1737 stellte der Orgelbauer Johann König von Rattenberg eine Orgel mit 16 Registern fertig. Sie wurde 1831 umgebaut. Unter Franz Apperl, der von 1904 bis 1948 als Organist und Chorleiter tätig war, wurde 1908 eine neue bzw. überarbeitete pneumatische Orgel der Orgelbaufirma Franz Reinisch II. gebaut. Im Jahre 1944 sollten auch Metallteile der Orgel für den Krieg eingeschmolzen werden. Es gelang aber, den Schaden so gering wie möglich zu halten und nur die Spitzflöte abzugeben. Im Jahre 1975 wurde die Kirchenorgel unter Verwendung originaler Bestandteile durch die Firma Orgelbau Pirchner aus Steinach als mechanisches Orgelwerk mit 17 Registern, verteilt auf zwei Manuale und Pedal, neu gebaut.

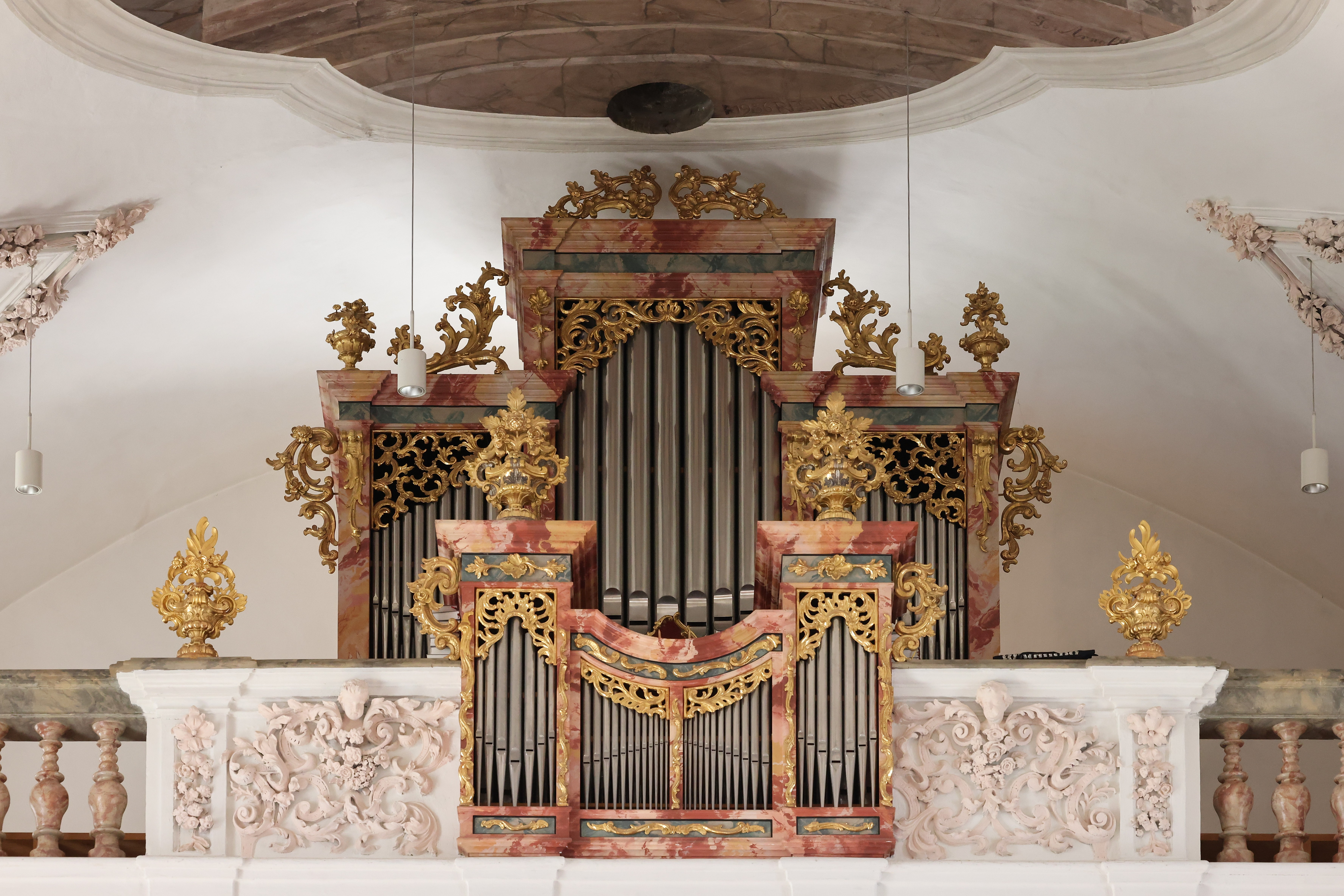
Orgel

| Hauptwerk                                                                                           | Rückpositiv                                                                          | Pedal                                                  | Spielhilfen als Koppeltritte |
| --------------------------------------------------------------------------------------------------- | ------------------------------------------------------------------------------------ | ------------------------------------------------------ | ---------------------------- |
| - Salicional 8' - Prinzipal 8' - Octave 4' - Rohrflöte 8' - Waldflöte 2' - Mixtur 4f - Sesquialtera | - Gedeckt 8' - Rohrflöte 4' - Prinzipal 2' - Krummhorn 8' - Quint 1 1/3' - Cimbel 3f | - Subbaß 16' - Octavbaß 8' - Choralbaß 4' - Posaune 8' | - HW/Ped - RP/Ped - RP/HW    |

## Glocken
Im Kirchturm hängt ein fünfstimmiges Glockengeläut, das 1947 von der Glockengießerei Oberascher in Salburg gegossen wurde.
| Glocke      | 1       | 2       | 3       | 4      | 5      |
| ----------- | ------- | ------- | ------- | ------ | ------ |
| Gewicht     | 2501 kg | 1268 kg | 752 kg  | 435 kg | 284 kg |
| Durchmesser | 1635 mm | 1300 mm | 1090 mm | 920 mm | 815 mm |
| Schlagton   | h°      | dis′    | fis′    | a′     | h′     |